# روفوس بوين
روفوس بوين (بالإنجليزية: Rufus Bowen)‏ هو رياضياتي أمريكي، ولد في 23 فبراير 1947 في فاليجو في الولايات المتحدة، وتوفي في 30 يوليو 1978 في سانتا روسا في الولايات المتحدة.